# クラインリンダーフェルト
クラインリンダーフェルト (ドイツ語: Kleinrinderfeld) はドイツ連邦共和国バイエルン州ウンターフランケン地方のヴュルツブルク郡の町村（以下、本項では便宜上「町」と記述する）。

## 地理
クラインリンダーフェルトはヴュルツブルク地方に位置する。

### 自治体の構成
この町は、公式には3つの地区 (Ort) からなる。このうち小集落や孤立農場などを除く集落は、首邑のクラインリンダーフェルトのみである。

## 歴史
クラインリンダーフェルトはヴュルツブルク司教領の一部として1803年に世俗化され、まずはバイエルン大公領となった。1805年にプレスブルクの和約に基づいてトスカーナ大公フェルディナンド3世が創設したヴュルツブルク大公国に移されたが、1814年にバイエルン王国領となった。

### 人口推移
- 1970年 1,679人
- 1987年 1,823人
- 2000年 2,022人

## 行政
2020年からハーラルト・エングブレヒト (CSU/Kleinrinderfelder Liste/Unabhängige Wählergemeinschaft) が首長を務めている。

## 経済と社会資本

### 教育
- 国民学校 1校

## 引用
1. ↑  https://www.statistikdaten.bayern.de/genesis/online?operation=result&code=12411-003r&leerzeilen=false&language=de Genesis-Online-Datenbank des Bayerischen Landesamtes für Statistik Tabelle 12411-003r Fortschreibung des Bevölkerungsstandes: Gemeinden, Stichtag (Einwohnerzahlen auf Grundlage des Zensus 2011)
2. ↑  Bayerische Landesbibliothek Online
3. ↑  “Wahl des ersten Bürgermeisters - Kommunalwahlen 2020 in der Gemeinde Kleinrinderfeld - Gesamtergebnis”. 2021年4月13日閲覧。